# Ra’s Siyyān
Ra’s Siyyan, auch Ras Siyan (arabisch رأس سيان) ist eine Halbinsel und stellt die Fortsetzung der zu Dschibuti gehörenden Inselgruppe der Sawabi-Inseln in der Meerenge Bab al-Mandab zwischen Rotem Meer und Indischem Ozean dar.

## Geographie
- Karte mit allen Koordinaten:
- OSM |
- WikiMap

Die Halbinsel liegt etwa 20 km südwestlich der Insel Perim und gehört zur Region Obock. Die Halbinsel war ursprünglich eine Insel und wurde erst mit der Zeit durch eine Nehrung mit dem Festland verbunden. Heute ist der Sandstreifen ca. 5 km lang und 500 bis 800 m breit. Der Vulkankegel Siyyan erreicht eine Höhe von 138 Metern über dem Meer und erstreckt sich von Süden nach Nordwesten. Er hat eine Ausdehnung von ca. 1,2 mal 0,5 km. Der Vulkan hat ein Riff durchstoßen, dessen Alter auf 21.000 Jahre geschätzt wurde.
Ras Siyyan umschließt mit seiner Nehrung eine seichte Lagune, die ca. 2,5 km breit ist und im Norden durch Korallenbänke vom offenen Meer getrennt wird. Die Bucht ist gesäumt von Mangrovensümpfen von Avicennia marina (H̱argayya, Ya‘koubta, Afyâ‘ouri, Ma‘âdib).
Ein isolierter weißer Felsen, Rocher Siyyan (⊙, 55 Meter lang, 45 Meter breit, Fläche knapp 2.000 m²), liegt in der Bucht etwa 800 m südwestlich des Vulkans.
Ras Siyyan wird oft als siebter der Sieben Brüder (Sawabi-Inseln) bezeichnet. Die anderen Brüder sind die kleinen Inseln vor der Küste.
Nach Westen setzt sich die Kette der Vulkanberge mit den Hügeln Herkalou (⊙), Goûlen (⊙), Rahra (⊙) und ‘Oudounta (⊙) fort.
Seltene Süßwasserzufuhr bringt das Wadi Igiḏ Dabba.

## Flora & Fauna
In der Lagune finden sich Seegraswiesen aus den Seegräsern Halodule (Familie Cymodoceaceae) und Thalassia, und im Oktober kommen Haie, um dort Junge zu gebären.